# Heckelia smitinandii
Henckelia smitinandii là một loài thực vật có hoa trong họ Tai voi (Gesneriaceae). Loài này có ở vườn quốc gia Khao Yai (miền đông Thái Lan); được B.L.Burtt mô tả khoa học đầu tiên năm 2001 dưới danh pháp Chirita smitinandii. Năm 2011, D.J.Middleton & Mich.Möller chuyển nó sang chi Primulina. Burtt (2001) trong Thai Forest Bull., Bot. 29: 89 đã không cung cấp vị trí trong tổ nào của Chirita cho loài này, nhưng gợi ý rằng nó có quan hệ họ hàng với Chirita poilanei Pellegr., 1926, một loài hiện nay đặt trong Primulina. Tuy nhiên các đặc điểm lá mỏng, quả nang nứt theo mặt lưng và sự ưa thích môi trường sống không trên đá vôi có thể cho thấy nó gần giống và có quan hệ dường như gần gũi hơn với các loài hiện nay đặt trong Henckelia. Vì thế, các nghiên cứu bổ sung về loài này là cần thiết.